# Antonio W. Goldbrunner
Anton Wilhelm Goldbrunner Wolferseder (Múnich, Baviera, 10 de octubre de 1914-Maracay, 9 de abril de 2005) fue un meteorólogo venezolano de origen alemán. Fue el fundador de los estudios de Meteorología en Venezuela y realizador de una importante obra en su campo de trabajo, en Alemania, en España, para el ejército de los Estados Unidos en Alemania y, ya en Venezuela, a partir de 1950, en la Oficina Meteorológica de las Fuerzas Aéreas Venezolanas en Maracay y en el campo docente, tanto en el Instituto Pedagógico de Caracas (actualmente, UPEL, Universidad Pedagógica Experimental Libertador) como en la UCV (Universidad Central de Venezuela).

## Vida
El meteorólogo y profesor Antonio W. Goldbrunner nació el 10 de octubre de 1914 en Múnich, el mismo año en que estalló la Primera Guerra Mundial. Casi podría decirse que este hecho viene a constituir una especie de marca del destino, ya que el campo profesional que escogió en su juventud lo llevó a participar tanto en la Guerra Civil española como en la Segunda Guerra Mundial y después, tanto en las fuerzas militares norteamericanas de ocupación en Alemania (en Múnich, en Berlín y en Stuttgart) entre 1945 y 1948, como en España de 1949 a 1950. Y fue en este último año, 1950, cuando ingresó en Venezuela, que fue su patria de adopción y donde vivió, siempre en la ciudad de Maracay, desempeñando su trabajo profesional en la Fuerza Aérea y la docencia en el campo de la Meteorología, hasta su muerte acaecida el 9 de abril del 2005. 

### Infancia y juventud
Antonio Goldbrunner (A. W. Gol, el seudónimo con el que se le conoció por breve tiempo en Venezuela a partir de 1950) era el menor de los 5 hijos de Joseph Goldbrunner (1878-1942), empleado de la línea alemana de ferrocarriles e hijo, a su vez, de un granjero de Hallertau, y de Kreszens Wolferseder (1878-1968), también de una familia de agricultores de la Baja Baviera. Su infancia fue feliz ya que, a pesar de que estuvo ensombrecida por la época de disputas políticas y económicas de la postguerra (en una entrevista que le hizo el Dr. H. Taba de la OMM, es decir, de la Organización Meteorológica Mundial, recordaba las luchas entre blancos y rojos en la Revolución de 1919 y de los días en que un panecillo costaba 10 millones de marcos) también tenía gratos recuerdos de sus vacaciones en la granja de su tío en la Baja Baviera, así como de sus caminatas y excursiones que lo llevaban a Praga, Viena y Budapest con un grupo de jóvenes católicos. Así, desde muy temprana edad, siempre sintió un gran amor por la naturaleza lo que le hizo soñar con ver y recorrer el mundo.

### Su formación profesional
A. Goldbrunner terminó la enseñanza secundaria en marzo de 1933 y planeaba iniciar estudios de historia y filosofía en la Universidad Maximiliana de Múnich, pero tuvo que incorporarse al servicio de trabajo voluntario, pasando seis meses construyendo una nueva carretera en los bosques bávaros. Poco tiempo después, y para ayudar a pagar sus estudios universitarios, encontró un trabajo en la Sección de Precipitación de la Oficina Hidrográfica Bávara (Bayerische Landstelle für Gewásserkunde) cuyo trabajo se desarrolla en la cuenca superior del Danubio. Muy pronto llegó a ser responsable de unas 700 estaciones pluviométricas y también instaló nuevos totalizadores de precipitación en regiones remotas de los Alpes Bávaros. Como él mismo señalaba en el 2003: "¡Ese fue el verdadero comienzo de mi relación con la hidrometeorología!". Sus estudios se vieron interrumpidos por dos años de servicio militar y por la Segunda Guerra Mundial. Cuando cumplía el servicio militar participó como oficial de comunicaciones de la aviación Luftwaffe en la guerra civil española (en la célebre Legión Cóndor, un hecho que nunca ocultó), resultando herido en una acción bélica, lo que le obligó a pasar un corto período de convalecencia en la ciudad de Burgos. Ya en 1939, durante un vuelo militar Múnich - Barcelona, conoció a la berlinesa Margot Marion Weiss-Müller, exestudiante de medicina y miembro también de la fuerza aérea alemana, quien años más tarde sería su esposa.

### La Segunda Guerra Mundial
Tan pronto comenzó la Segunda Guerra Mundial, Goldbrunner trabajó como observador en una unidad de vuelos de reconocimiento meteorológico sobre el Atlántico Norte para realizar observaciones atmosféricas con el fin de planificar las operaciones aéreas. En 1941 comenzó estudios de física y matemáticas, materias fundamentales en el campo de la meteorología en la Universidad Humboldt de Berlín, donde recibió el grado de meteorólogo el 6 de diciembre de 1943. Entre sus profesores de esta época, Goldbrunner recordaba a los meteorólogos H. von Ficker y H. Ertel, que influyeron positivamente en su obra posterior, el primero, en el propio campo de la Meteorología y el segundo en su formación didáctica, lo cual le sirvió después para desarrollar su innata vocación para la docencia: en sus últimos años solía expresar que siempre disfrutaba mucho las clases que impartía. Poseía unas habilidades notables como dibujante, que utilizaba en sus exposiciones docentes de los aspectos teóricos de la Meteorología. Hacia finales de la guerra, Goldbrunner ostentaba el grado de Mayor del ejército alemán y comandaba la unidad de comunicaciones de un batallón de paracaidistas. El 13 de abril de 1945, tras haber sido muertos o heridos casi todos los hombres que se encontraban a su mando, la mayoría casi adolescentes, fue apresado en territorio holandés por fuerzas aliadas canadienses y enviado a un campo de prisioneros de guerra, en Vilvorde, Bélgica, cerca de Bruselas, donde permaneció seis meses y donde participó en el programa cultural del campo, dando charlas sobre temas meteorológicos.

### La postguerra
En octubre de 1945, tras haber sido puesto en libertad, Goldbrunner se desempeñó como pronosticador aeronáutico en el 442º escuadrón meteorológico de la Fuerza Aérea norteamericana en el aeropuerto de Múnich-Riem, donde trabajó hasta 1947, cuando se integró, en agosto de dicho año, al recién creado Servicio Meteorológico Alemán en la Oficina Meteorológica del aeropuerto de Berlín - Tempelhof. En esta época asistió a cursos de especialización en la Universidad Libre de Berlín Occidental y más tarde trabajó como pronosticador aeronáutico en el aeropuerto de Stuttgart (en Baden - Wurtemberg, Alemania) hasta octubre de 1948 cuando, tras infructuosos intentos de obtener un pasaporte, Goldbrunner cruzó de noche la frontera germano-suiza y se dirigió a Basilea, de donde se trasladó en tren a Ginebra, presentándose en la sede de la Cruz Roja Internacional. Al probar, por documentos expedidos en el campo de prisioneros de Bruselas - Vilvoorde y por la policía de Múnich, que no tenía ningún asunto pendiente con la justicia, se le otorgó el pasaporte Nansen, tras lo cual viajó de inmediato a Barcelona, España, donde se reunió con Marion, su esposa, a quien no veía desde 1941. En Barcelona, Goldbrunner fue detenido nuevamente, esta vez por haber pasado a Suiza ilegalmente, aunque fue puesto en libertad poco tiempo después, en enero de 1949, por mediación del General Azcárraga, director del Centro Meteorológico Español, institución donde trabajó algo más de un año. Hubiera podido establecerse definitivamente en España, pero prefirió buscar otras posibilidades: como lo comentó en varias oportunidades, en los primeros años de la postguerra no veía mayores oportunidades en Europa. Tras dirigir algunas solicitudes de trabajo como meteorólogo a varios países de África y América, recibió una respuesta positiva del Servicio de Meteorología de la Fuerza 
Aérea venezolana, con sede en Maracay, institución que había sido creada apenas tres años antes: Goldbrunner llegó a Venezuela el 6 de junio de 1950 y se incorporó de inmediato a sus labores, las cuales siguió prestando de manera ininterrumpida durante más de medio siglo.

## Su labor en Venezuela (1950-2005)

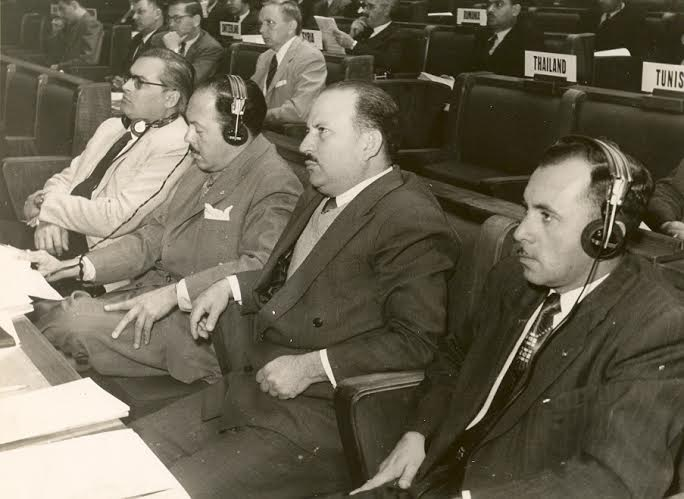
Antonio Goldbrunner (izq) presidiendo la representación Venezolana en el Congreso Meteorológico Mundial en Ginebra, en 1955. Al fondo está Antonio Goldbrunner, a su izquierda, el Coronel Miguel Vicente Véjar Gorrín, cofundador con Goldbrunner del Servicio de Meteorología de las FAV (Fuerzas Aéreas Venezolanas), y en primer plano está el Ing. J. M. Sánchez Carrillo, quien realizó una considerable obra en agrometeorología

El trabajo realizado por Goldbrunner en España le sirvió para aprender el idioma español, que Goldbrunner escribía muy bien aunque siempre tuvo algunos problemas en lo que se refiere a la lengua hablada. Este conocimiento le valió de mucho a la hora de trabajar en Venezuela. Es por esta razón por la que, antes de finalizar la primera semana de su incorporación en la oficina del Servicio de Meteorología de la Fuerza Aérea Venezolana, ya se emitía la primera previsión meteorológica oficial en Venezuela. Y ocho meses más tarde, Goldbrunner pronosticó el evento lluvioso extraordinario que afectó las costas del Litoral Central en febrero de 1951, el cual tuvo características muy similares a las que se presentaron en la tragedia de 1999 en el Estado Vargas. Su labor en Venezuela tuvo desde el principio manifestaciones simultáneas en varios campos de acción: la organización del Servicio de Meteorología de la Fuerza Aérea desde el punto de vista académico y profesional; la investigación y desarrollo de este campo científico (recordemos que esta ciencia se encontraba "en pañales" hace medio siglo); la divulgación del conocimiento científico sobre esta disciplina y, sobre todo, la formación científica de los nuevos profesionales en la Meteorología a nivel universitario tanto en el campo docente como en el profesional propiamente dicho; la publicación de numerosos estudios sobre su campo de trabajo; la difusión de los nuevos conocimientos y métodos sobre el conocimiento de la Atmósfera a través de numerosas charlas, conferencias y cursos de difusión y extensión en muchas instituciones venezolanas; la presidencia de la Comisión Nacional de Meteorología e Hidrología desde su creación, en enero de 1986, hasta mediados de 2002, cuando su estado de salud ya no se lo permitió; y, por último, la representación a nivel internacional de la Meteorología venezolana a través de la Organización Meteorológica Mundial o OMM (WMO en inglés), organización de la que Venezuela es uno de los miembros fundadores en 1950.

## El centenario de su nacimiento

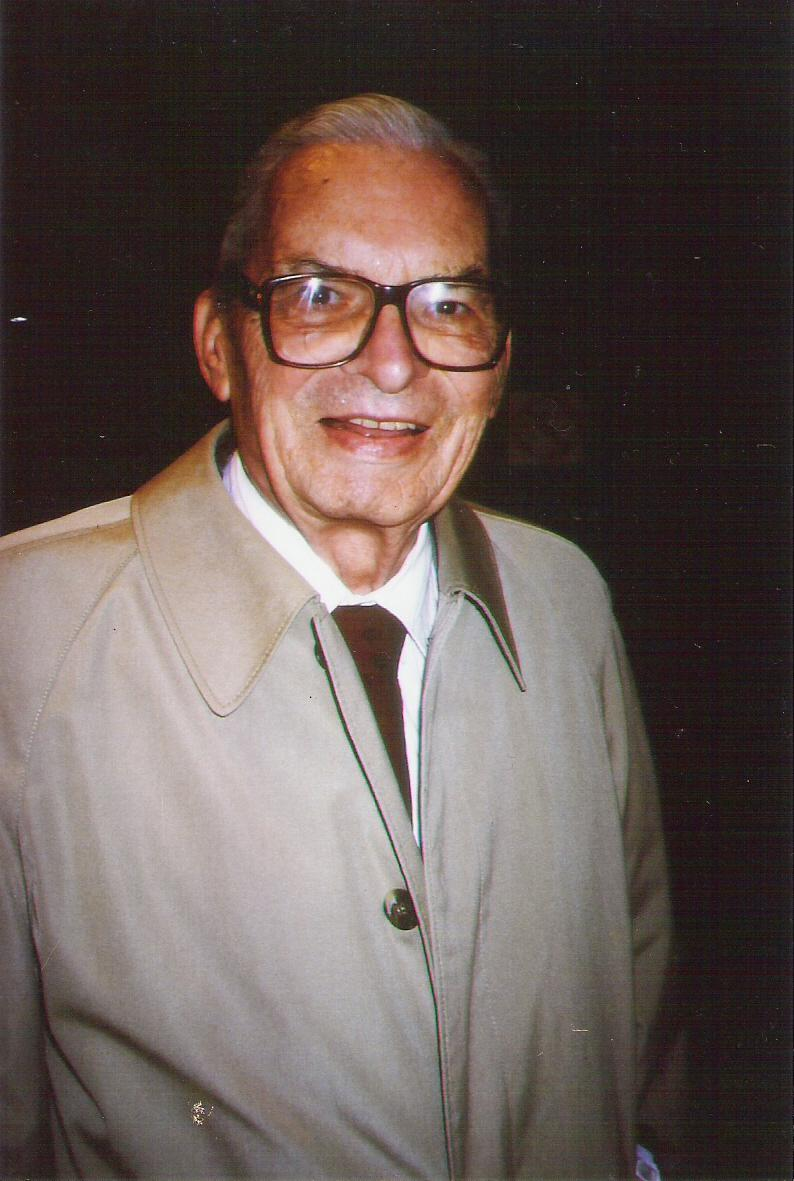
Antonio Goldbrunner en 2004, cuando cumplía 90 años de vida y 54 años en Venezuela

Con motivo de cumplirse en octubre de 2014 un siglo del nacimiento de Antonio Goldbrunner, Sergio Foghin Pillin, profesor del Departamento de Ciencias de la Tierra del Instituto Pedagógico de Caracas (UPEL) presentó una ponencia en el LXIV Simposio de la Convención de ASOVAC (Asociación Venezolana para el Avance de la Ciencia) que se realizó en la sede de AsoVAC en Caracas y una reseña de dicha ponencia apareció en la revista electrónica Bitácora - E de la Universidad de Los Andes de Mérida, Venezuela []

## Anecdotario
- El propio Antonio Goldbrunner diseñó su casa en Maracay, en la Urbanización El Castaño. El nombre de la quinta, La nube, no requiere ningún tipo de explicación tratándose de un meteorólogo.
- Como el matrimonio Weiss-Goldbrunner murió sin sucesión (Marion Weiss-Müller había fallecido el 10 de mayo de 1988), Goldbrunner legó su casa a la Señora Rosa Páez, cojedeña de Tinaquillo, quien los había cuidado con gran dedicación y afecto, como ama de llaves y asistente durante más de 30 años.
- El obituario del Profesor A. W. Goldbrunner, en el que se hace una reseña de su vida y obra, escrito por Sergio Foghin (su antiguo alumno y colega más destacado en el campo de la Meteorología) se publicó en el Boletín de la Organización Meteorológica Mundial, en su edición de enero del 2006.
- Una parte importante de la obra de investigación y de difusión que Antonio W. Goldbrunner realizó permanece inédita, dispersa en una multitud de papeles mimeografiados y hasta manuscritos, así como en reseñas y apuntes de innumerables charlas y conferencias dictadas a lo largo de más de medio siglo en su país de adopción, Venezuela, al que siempre consideró como su verdadero país.
- El profesor Goldbrunner tocaba de manera aceptable la cítara, instrumento que había aprendido a tocar de manera autodidacta. Su pieza favorita era El tercer hombre, la pieza de Anton Karas que hizo famosa la película cinematográfica del mismo nombre, con Orson Welles, Joseph Cotten y Alida Valli. Para cumplir una solicitud que Marion había hecho en vida, se tocó esta pieza en sus funerales en 1988.